# Pansarattrapp

En uppblåsbar pansarattrapp.

En pansarattrapp är en verklighetstrogen attrapp av en stridsvagn som används för att förvilla fienden som del av en krigslist. Tidiga pansarattrapper var tillverkade i trä eller var uppblåsbara. Dessa var bräckliga och endast trovärdiga på avstånd. Moderna pansaratrapper är mer avancerade och kan imitera värmesignaturer för att mer effektivt likna en riktig stridsvagn.